# Sebastián Abreu
Sebastián Abreu, vollständiger Name Washington Sebastián Abreu Gallo, (* 17. Oktober 1976 in Minas, Uruguay) ist ein uruguayischer ehemaliger Fußballspieler. Er hält den Rekord für die meisten Karrierestationen eines Fußballspielers. Bislang stand er bei 32 verschiedenen Vereinen unter Vertrag.

## Karriere

### Verein
Der El Loco (Der Verrückte) genannte Abreu spielte in vielen verschiedenen Ländern wie beispielsweise Uruguay, Mexiko, Brasilien, Argentinien, Chile, Israel und in Europa in Spanien und Griechenland. Seine Karriere begann 1994 im Verein Defensor Sporting Club. Dort spielte er in der Jugend bis 1996 und wurde danach in den Profikader hochgezogen. Im Profiteam spielte er ein Jahr, absolvierte 24 Spiele und schoss 13 Tore. 1996 wechselte er zu CA San Lorenzo, wo er allerdings nur ein Jahr blieb und 1997 zum spanischen Klub Deportivo La Coruña. Dort debütierte er am 4. Januar 1998 beim 2:1-Sieg gegen Sporting Gijón mit einem Startelfeinsatz und markierte den Siegtreffer. Sein letztes von insgesamt 15 Erstligaspielen für den Klub bestritt er am 10. Mai 1998 gegen Compostela. Drei erzielte Ligatore und ein weiterer Treffer bei seinen drei Einsätzen in der Copa del Rey weist die Statistik für ihn bei den Spaniern aus. Es folgten insgesamt sechs Leihfristen bei Grêmio FBPA, UAG Tecos, wieder zurück zu CA San Lorenzo, dann zu Nacional Montevideo, CD Cruz Azul und letztendlich Club América. Fast in jedem Verein konnte er seine Torjägerqualitäten beweisen. Deportivo La Coruña entschloss sich schließlich ihn an Nacional Montevideo zu verkaufen. In einem Jahr absolvierte er dort 38 Spiele und erzielte 24 Tore. 2005 wechselte er zu Dorados de Sinaloa, im selben Jahr noch zu CF Monterrey. Im Jahr 2007 spielte er für Club San Luis, danach bei UANL Tigres.
Im Jahr 2008 wechselte er sogar dreimal. Erst zur Leihe zu River Plate, dann zu Beitar Jerusalem. Dort bestritt er auch Spiele zur Champions-League-Qualifikation. Danach ging es wieder zurück zu River Plate. Im Januar 2009 wurde er an den spanischen Verein Real Sociedad ausgeliehen. Am 14. März erzielte er für seinen Klub einen Hattrick beim 3:1-Sieg gegen Deportivo Xerez. Am 13. Juni 2009 unterschrieb er einen Vertrag beim griechischen Klub Aris Thessaloniki. Im Januar 2010 wechselte er dann zu Botafogo FR. Dort absolvierte er bis 2012 90 Spiele, in denen er 59 Treffer erzielte. In der zweiten Jahreshälfte 2012 schloss er sich Figueirense FC an. Dort wurde er fünfmal eingesetzt (kein Tor).
Am 13. Januar 2013 wurde er als Neuzugang bei Nacional in Montevideo vorgestellt, wo er einen Zweijahresvertrag mit einjähriger Verlängerungsoption unterschrieb. Mit den Bolsos belegte er am Saisonende den dritten Tabellenrang und absolvierte im Laufe der Clausura elf Liga-Partien, bei denen er fünfmal in der Startelf stand und insgesamt zwei Treffer erzielte. Anschließend wechselte er für ein Jahr auf Leihbasis nach Argentinien zu Rosario Central, wo er am 1. August 2013 als Neuzugang präsentiert wurde. Eine Kaufoption erhielten die von Miguel Ángel Russo trainierten Argentinier jedoch nicht. Bei den Argentiniern absolvierte er 27 Ligaspiele und erzielte sieben Treffer. Zudem wurde er in fünf Partien (drei Tore) der Copa Argentina eingesetzt. Nachdem er am 17. Mai 2014 seinen zunächst letzten Einsatz für Rosario bestritt und sich mit dem Team für die Copa Sudamericana qualifizierte, wurde zunächst über seine bevorstehende Rückkehr zu Nacional berichtet. Ende Mai 2014 gab Nacional-Vereinspräsident Eduardo Ache jedoch den Verbleib Abreus für weitere sechs Monate bei den Argentiniern bekannt. Seither kam er in elf weiteren Erstligabegegnungen (ein Tor) und zwei Spielen (kein Tor) der Copa Sudamericana 2014 zum Einsatz. Seit Jahresbeginn 2015 gehörte er wieder dem Kader Nacional Montevideos an. Allerdings wurde er aufgrund Trainingsrückstandes nach Verletzung nicht für die Spielerliste der ersten Phase der Copa Libertadores 2015 gemeldet. Ein Ligaeinsatz Abreus für die Bolsos ist in jener Phase ebenfalls nicht verzeichnet. Mitte März 2015 wechselte er für drei Monate auf Leihbasis zum von Juan Ramón Silva trainierten SD Aucas nach Ecuador. Dort traf er viermal bei zehn Erstligaeinsätzen. Seit Jahresmitte 2015 spielte er wieder für Nacional, bestritt sieben Erstligapartien (drei Tore) und lief zweimal (kein Tor) in der Copa Sudamericana 2015 auf. Sein Dreijahresvertrag bei Nacional lief am 31. Dezember 2015 aus. Im Januar 2016 trat er ein Engagement in Paraguay bei Sol de América an. Beim Verein aus der Hauptstadt Asunción wurde er 10-mal in der höchsten Spielklasse eingesetzt. Er erzielte dabei zwei Tore. Am 30. Juni 2016 wurde sein Wechsel zu Santa Tecla in El Salvador bekanntgegeben. Dort stellte er erneut seine Torgefährlichkeit mit 13 Treffern bei 21 Ligaeinsätzen unter Beweis. Anfang Januar 2017 verpflichtete den mittlerweile 40-jährigen Abreu der Bangu AC aus Brasilien. Bei den Brasilianern bestritt er zehn Begegnungen im Campeonato Carioca und schoss drei Tore. Ende März 2017 vermeldete Central Español die Verpflichtung Abreus. Für den Zweitligisten traf er sechsmal bei acht Ligaeinsätzen. Anfang Juli 2017 wechselte er zu Deportes Puerto Montt. Insgesamt absolvierte er dort 13 Spiele und erzielte dabei 11 Tore.
Anschließend wechselte er noch in weiteren Stationen zu Audax Italiano, CD Magallanes, Rio Branco und Boston River, wodurch er nun bislang bei 29 Vereinen unter Vertrag stand und somit den Rekord von dem Deutschen Lutz Pfannenstiel aufhob, der bei insgesamt 27 Vereinen spielte.

### Nationalmannschaft
Abreu debütierte am 17. Juli 1996 beim 1:1-Unentschieden im Freundschaftsspiel gegen China in Peking in der Nationalmannschaft Uruguays, als er in der 46. Spielminute für Juan González eingewechselt wurde. Nationaltrainer war seinerzeit Héctor Núñez. Seinen ersten Länderspieltreffer erzielte er in seinem zweiten Länderspiel am 25. August 1996 bei der 3:5-Niederlage gegen Japan.
2002 und 2010 nahm er mit der uruguayischen Auswahl an der Weltmeisterschaft teil. Beim letztgenannten Turnier verwandelte er für Uruguay im Viertelfinale gegen Ghana am 2. Juli 2010 in Johannesburg den entscheidenden Elfmeter zum 5:3-Endstand mit einem Lupfer in die Mitte des Tores, ähnlich dem von Zinédine Zidane im Finale der WM 2006. Abreu hatte schon mehrfach auf diese Weise Elfmeter verwandelt, etwa im April 2010 im Finale der Campeonato Carioca mit Botafogo FR oder im Halbfinale der Copa América 2007 gegen Brasilien. 2011 gewann er mit Uruguay die Copa América.
Insgesamt absolvierte er bislang 70 Länderspiele, bei denen er insgesamt 26-mal ins gegnerische Tor traf. Sein bislang letzter Einsatz für die Celeste datiert vom 15. August 2012 im Freundschaftsländerspiel gegen Frankreich. Anfang Januar 2014 bekundete er jedoch nach wie vor seine Zuversicht, von Nationaltrainer Tabárez für die Weltmeisterschaft 2014 nominiert zu werden, wenn er seine Leistung auf Vereinsebene bringen werde. Nachdem er im vorläufigen WM-Aufgebot Uruguays keinen Platz gefunden hatte, erklärte er, dass er deshalb keinesfalls aus der Nationalelf zurücktreten wolle. Vielmehr verdeutlichte er, dass er um einen Platz im Kader bei der Copa América 2015 kämpfen werde.

### Titel und Erfolge

#### Verein
CA San Lorenzo
- Primera División (Argentinien): Clausura 2001

Nacional Montevideo
- Uruguayischer Meister: 2001, 2005
- Primera División (Uruguay): Clausura 2001
- Primera División (Uruguay): Apertura 2003 & 2004

River Plate
- Primera División (Argentinien): Clausura 2008

Botafogo FR
- Taça Guanabara: 2010

#### Nationalmannschaft
- Copa América 2011

### Sonstiges
Im Januar 2012 wurde Abreu in einer von der International Federation of Football History & Statistics (IFFHS) aufgestellten Rangliste an Position 10 der erfolgreichsten, noch als Spieler aktiven Torschützen weltweit geführt. Grundlage dafür bildeten 236 erzielte Tore in 421 absolvierten Spielen.
Nachdem er seitens des uruguayischen Nationaltrainers nicht ins Aufgebot für die Weltmeisterschaften 2014 in Brasilien berufen worden war, verpflichtete der brasilianische Fernsehsender ESPN Abreu als Kommentator für diverse Spiele des WM-Turniers.